# Sisal (vezel)

Kweek van sisal-agave op plantage Mount Pleasant te Curaçao, ca. 1920

Sisal is een tropische vezel en wordt vooral voor touw, borstels en vloerbedekking gebruikt. Ook wordt sisal gebruikt in dartborden. Sisal komt ook voor in meer verfijnde weefsels, die vooral door Maya's gebruikt worden voor kleding.
Sisal wordt gewonnen uit de bladeren van plantensoorten die tot het geslacht Agave uit de Agavenfamilie behoren:
- Sisal, Agave, Agavenfamilie Agavaceae
  - Sisal echte, Agave sisalana Perrine,
  - Maguey of Manilleense sisal of cantala, Agave cantula Roxb.,
  - Witte sisal of Yucatánsisal, Agave fourcroydes Lem.
  - Savadoraanse sisal, Agave angustifolia Haw. var. letonae (F. W. Taylor ex Trel.) Gentry,
  - Tampicohennep, pitavezel, Agave univitatta Haw.
  - Agave lechuguilla Torr.

De vezel is genoemd naar het Mexicaanse havenstadje Sisal, vanwaaruit de meeste sisal werd geëxporteerd. De naam van het plaatsje komt van het Maya siísil, hetgeen 'vochtigheid' betekent. De vezel zorgde eind negentiende eeuw voor een enorme economische groei op het Mexicaanse schiereiland Yucatán.
Toen in Noord-Amerika, omstreeks 1910, de landbouwmechanisatie opstartte verschenen er korenmaai- en bindmachines (de voorloper van de maaidorser). Deze gebruikten grote hoeveelheden korenbindgaren (binder twine) voor het binden van korenschoven en strobalen. Gewoonlijk werd dit garen uit sisal vervaardigd. Voor scheepskabels is sisal minder geschikt, daar de vezel niet zeer waterbestendig is.
In Curaçao werd de sisal-agave massaal gekweekt en verwerkt op plantage Mount Pleasant. Andere plekken waar het gewas gekweekt wordt zijn bijvoorbeeld Madagaskar en Java.

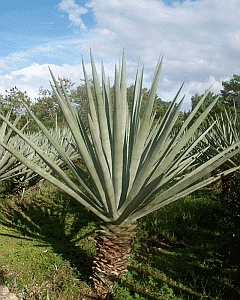
Agave sisalana
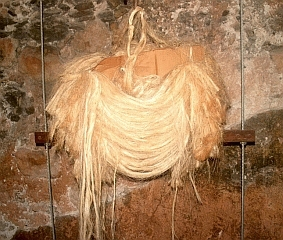
Mexicaanse sisal van Agave sisalana
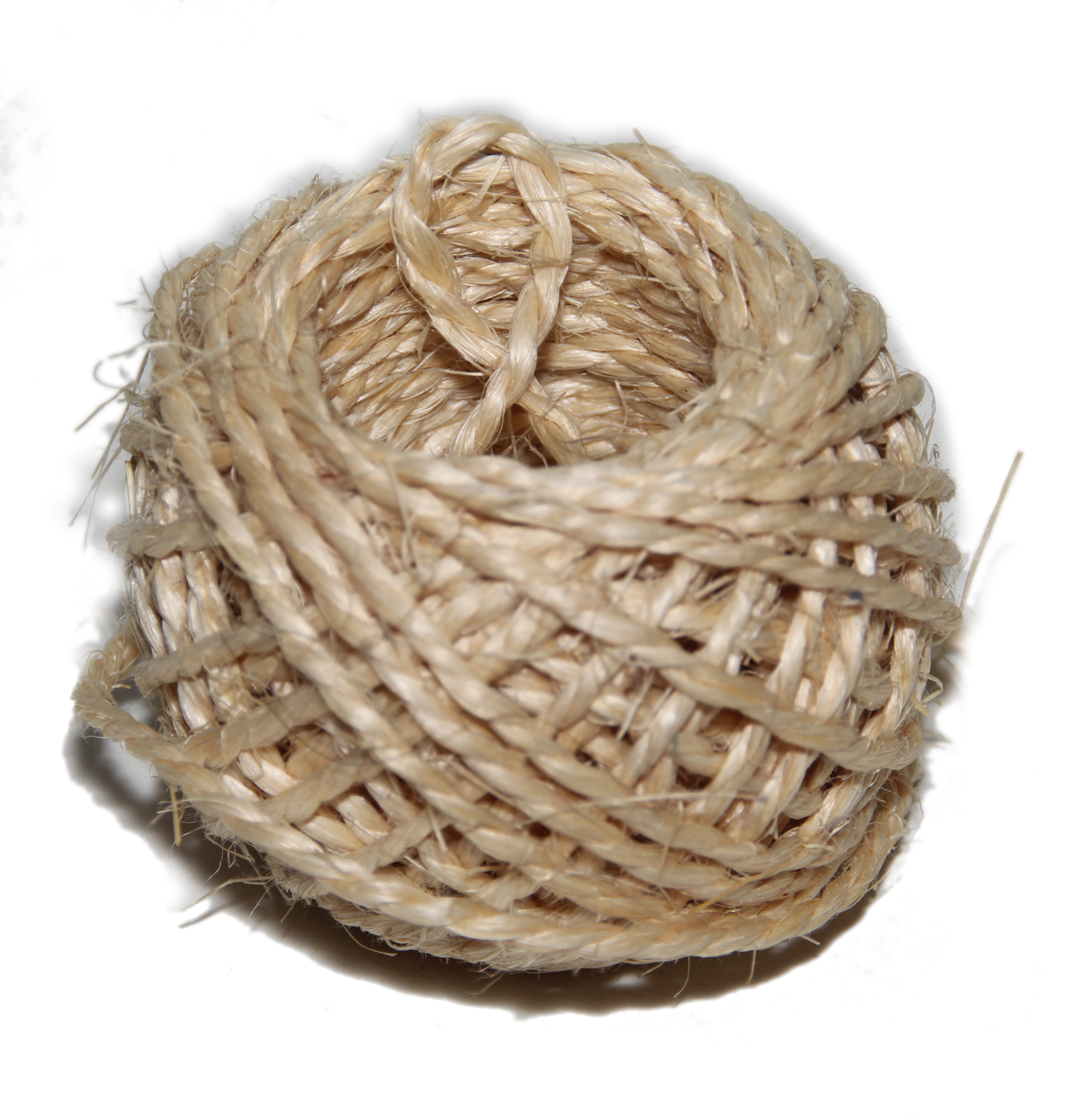
Sisalsnoer
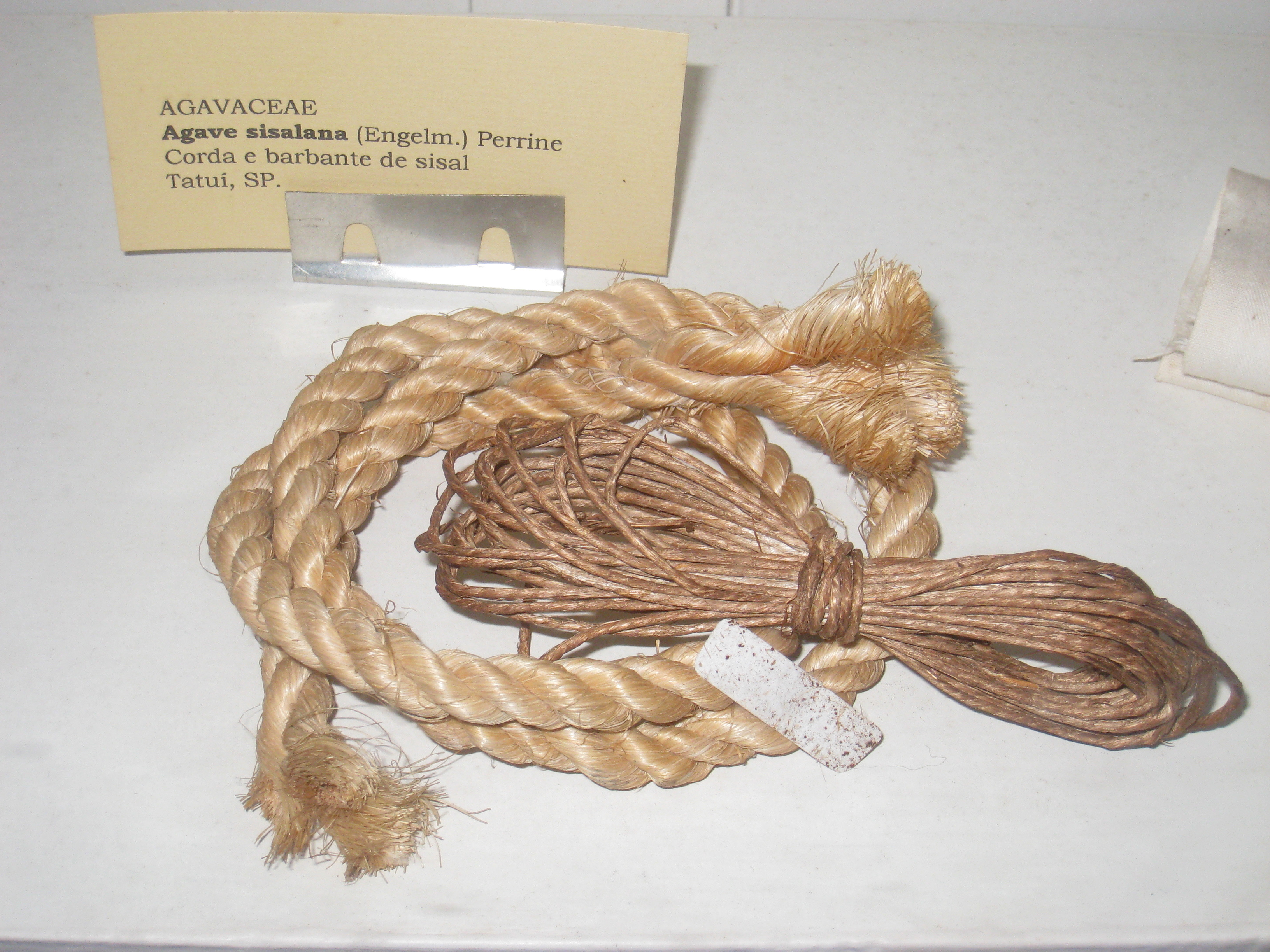
Sisaltouw en sisalsnoer